# Operation Hardtack
Die Operation Hardtack war eine Serie von US-amerikanischen Kernwaffentests im Jahr 1958 auf den Marshallinseln im Pazifik und auf der Nevada Test Site. Sie wird oft nach ihren verschiedenen Testorten in Hardtack I und Hardtack II unterteilt.

## Hardtack I
Während Hardtack I wurden insgesamt 35 Atombomben gezündet. Dies entsprach der Anzahl der bis dahin insgesamt im Pazifik gezündeten Atombomben.
Die Tests wurden von der Joint Task Force 7 (JTF 7) in Zusammenarbeit mit der Atomic Energy Commission und der Nuclear Defence Agency durchgeführt.
Im Wesentlichen bestand Hardtack I aus drei Teilen:
1. Test der vom Los Alamos Scientific Laboratory (LASL) und dem University of California Radiation Laboratory at Livermore (UCRL) entwickelten Kernwaffen als Fortführung der Tests, die bereits seit Anfang der 1950er Jahre auf Eniwetok und Bikini stattgefunden hatten.
2. Den beiden Unterwassertests (Wahoo und Umbrella), mit denen die Auswirkungen von Unterwasserdetonationen auf Schiffe und Material der US Navy untersucht werden sollten. Beide Tests waren eine Weiterführung des Baker-Tests der Operation Crossroads und des Wigwam-Tests.
3. Drei Höhentests (Yucca, Teak, Orange), um Erkenntnisse über Zündungen in großen Höhen zu sammeln.

Die JTF 7 war der Nachfolger der Joint Task Force 132, welche die Tests der Operation Ivy durchführte. Sie wurde 1953 gegründet, um Atombombentests im Pazifik durchzuführen.
Zwischen 1977 und 1980 wurden drei Inseln des Eniwetok-Atolls vom Atommüll befreit und dieser in den Krater von Hardtack Cactus auf der Insel Runit geschüttet. Obwohl der Krater anschließend zubetoniert wurde, ist bis heute noch ionisierende Strahlung zu messen, besonders wegen des Plutoniums.

### Die einzelnen Tests der Hardtack-I-Serie
| #  | Bombe      | Datum / Zeit (GMT)        | Testgelände                  | Explosionshöhe | Testart                             | Sprengkraft (vorhergesagt) |
| -- | ---------- | ------------------------- | ---------------------------- | -------------- | ----------------------------------- | -------------------------- |
| 1  | Yucca      | 28. April 1958 18:15 Uhr  | 157 km NO vom Eniwetok-Atoll | 26 km          | Ballon                              | 1,7 kT (1,7 kT)            |
| 2  | Cactus     | 5. Mai 1958 18:15 Uhr     | Eniwetok-Atoll Insel Runit   | 1 m            | Oberflächentest über Wasser         | 18 kT (13–14 kT)           |
| 3  | Fir        | 11. Mai 1958 07:50 Uhr    | Bikini-Atoll                 | 3 m            | Oberflächentest über Wasser         | 1.360 kT (1.500 kT)        |
| 4  | Butternut  | 11. Mai 1958 18:15 Uhr    | Eniwetok-Atoll               | 3 m            | Oberflächentest über Wasser         | 81 kT (105 kT)             |
| 5  | Koa        | 12. Mai 1958 18:30 Uhr    | Eniwetok-Atoll               | 1 m            | Oberflächentest über Boden          | 1.370 kT (1.759 kT)        |
| 6  | Wahoo      | 16. Mai 1958 01:30 Uhr    | Eniwetok-Atoll               | −152 m         | Unterwassertest                     | 9 kT                       |
| 7  | Holly      | 20. Mai 1958 18:30 Uhr    | Eniwetok-Atoll               | 4 m            | Oberflächentest über Wasser         | 5,9 kT (11 kT)             |
| 8  | Nutmeg     | 21. Mai 1958 21:20 Uhr    | Bikini-Atoll                 | 3,5 m          | Oberflächentest über Wasser         | 25,1 kT (8–25 kT)          |
| 9  | Yellowwood | 26. Mai 1958 02:00 Uhr    | Eniwetok Lagune              | 3 m            | Oberflächentest über Wasser         | 330 kT (2,5 MT)            |
| 10 | Magnolia   | 26. Mai 1958 18:00 Uhr    | Eniwetok-Atoll               | 4 m            | Oberflächentest über Wasser         | 57 kT (55 kT)              |
| 11 | Tobacco    | 30. Mai 1958 02:50 Uhr    | Eniwetok-Atoll               |                |                                     | 11,6 kT (175 kT)           |
| 12 | Sycamore   | 31. Mai 1958 03: Uhr      | Bikini-Atoll                 | 3,5 m          | Oberflächentest über Wasser         | 92 kT (5.000 kT)           |
| 13 | Rose       | 2. Juni 1958 18:45 Uhr    | Eniwetok-Atoll               | 5 m            | Oberflächentest über Wasser         | 15 kT (125 kT)             |
| 14 | Umbrella   | 8. Mai 1958 23:00 Uhr     | Eniwetok Lagune              | −45 m          | Unterwassertest                     | 8 kT                       |
| 15 | Maple      | 10. Juni 1958 17:30 Uhr   | Bikini-Atoll                 | 3,5 m          | Oberflächentest über Wasser         | 213 kT (225 kT)            |
| 16 | Aspen      | 14. Juni 1958 17:30 Uhr   | Bikini-Atoll                 | 3,3 m          | Oberflächentest über Wasser         | 319 kT (399 kT)            |
| 17 | Walnut     | 14. Juni 1958 18:30 Uhr   | Eniwetok-Atoll               | 2 m            | Oberflächentest über Wasser         | 1,45 kT (1,3 kT)           |
| 18 | Linden     | 18. Juni 1958 03:00 Uhr   | Eniwetok-Atoll               | 2,5 m          | Oberflächentest über Wasser         | 11 kT (12–13 kT)           |
| 19 | Redwood    | 27. Juni 1958 17:30 Uhr   | Bikini-Atoll                 | 3,3 m          | Oberflächentest über Wasser         | 412 kT (300–500 kT)        |
| 20 | Elder      | 27. Juni 1958 18:30 Uhr   | Eniwetok-Atoll               | 3 m            | Oberflächentest über Wasser         | 880 kT (800 kT)            |
| 21 | Oak        | 28. Juni 1958 19:30 Uhr   | Eniwetok Lagune              | ca. 2 m        | Oberflächentest über Wasser         | 8,9 MT (7,5 MT)            |
| 22 | Hickory    | 30. Juni 1958 00:00 Uhr   | Bikini-Atoll                 | 3,5 m          | Oberflächentest über Wasser         | 14 kT (8–12 kT)            |
| 23 | Sequoia    | 1. Juli 1958 18:30 Uhr    | Eniwetok-Atoll               | 2 m            | Oberflächentest über Wasser         | 5,2 kT (5 kT)              |
| 24 | Cedar      | 2. Juli 1958 17:30 Uhr    | Bikini-Atoll                 | 3,3 m          | Oberflächentest über Wasser         | 220 kT (100–200 kT)        |
| 25 | Dogwood    | 5. Juli 1958 18:30 Uhr    | Eniwetok-Atoll               | 3,5 m          | Oberflächentest über Wasser         | 397 kT (300–500 kT)        |
| 26 | Poplar     | 12. Juli 1958 03:30 Uhr   | Bikini-Atoll                 | 3,5 m          | Oberflächentest über Wasser         | 9,3 MT (5–10 MT)           |
| 27 | Scaevola   | 14. Juli 1958 04:00 Uhr   | Eniwetok-Atoll               | 6 m            | Oberflächentest über Wasser         | 0 kT (0 kT)                |
| 28 | Pisonia    | 17. Juli 1958 23:00 Uhr   | Eniwetok-Atoll               | 2 m            | Oberflächentest über Wasser         | 255 kT (150–200 kT)        |
| 29 | Juniper    | 22. Juli 1958 04:20 Uhr   | Bikini-Atoll                 | 3,5 m          | Oberflächentest über Wasser         | 65 kT (0,2–60 kT)          |
| 30 | Olive      | 22. Juli 1958 18:15 Uhr   | Eniwetok-Atoll               | 2,4 m          | Oberflächentest über Wasser         | 202 kT (50–125 kT)         |
| 31 | Pine       | 26. Juli 1958 20:30 Uhr   | Eniwetok-Atoll               | 2,4 m          | Oberflächentest über Wasser         | 2 MT (4–6 MT)              |
| 32 | Teak       | 1. August 1958 10:50 Uhr  | Johnston-Atoll               | 76 km          | Höhentest mit einer Redstone-Rakete | 3.800 kT                   |
| 33 | Quince     | 6. August 1958 02:15 Uhr  | Eniwetok-Atoll               | 1 m            | Oberflächentest über Boden          | 0 kT (0 kT)                |
| 34 | Orange     | 12. August 1958 10:30 Uhr | Johnston-Atoll               | 43 km          | Höhentest mit einer Redstone-Rakete | 3.800 kT                   |
| 35 | Fig        | 18. August 1958 04:00 Uhr | Eniwetok-Atoll               |                | Oberflächentest über Boden          | 0,02 kT                    |

Hardtack Fig war der letzte Atombombentest auf dem Eniwetok-Atoll.

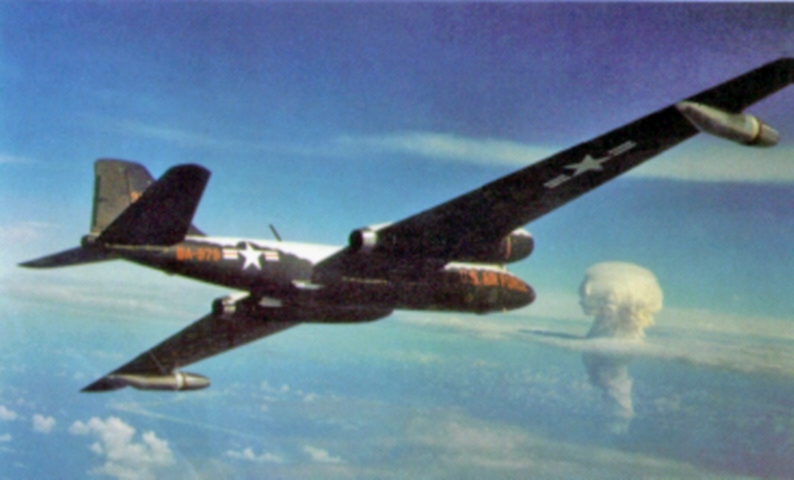
Eine RB-57 Canberra bei der Beobachtung von Hardtack Juniper am Bikini-Atoll im Pazifik
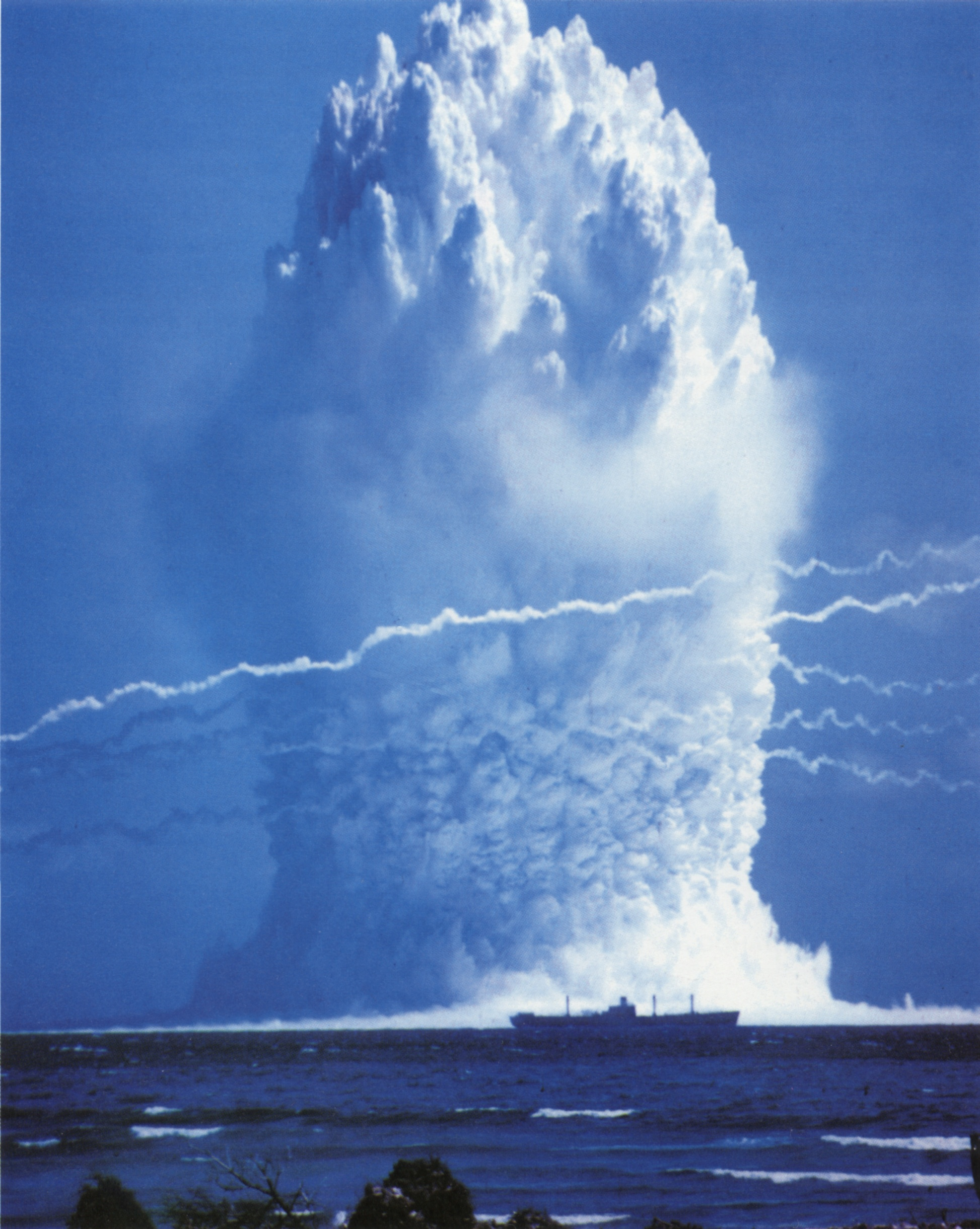
Hardtack Umbrella, Unterwasserzündung bei Eniwetok im Pazifik
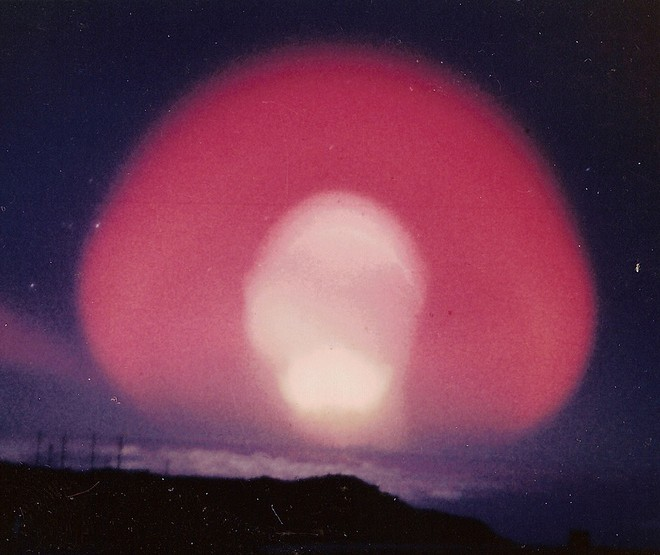
Aurora-artige Erscheinung nach der Detonation von Hardtack Teak

## Hardtack II
Nach dem Ende der Hardtack-I-Tests im Pazifik wurden die Atomtests der Operation Hardtack II auf dem Atomtestgelände der Nevada Test Site durchgeführt. Zeitgleich fanden im südlichen Atlantik geheime Tests der Operation Argus statt. Während Hardtack II wurden Tests mit geringer Sprengkraft im Bereich von wenigen Kilotonnen TNT-Äquivalent durchgeführt. Sie dienten überwiegend zur Prüfung des Verhaltens der fraglichen Sprengkopf-Typen bei teilweisem Versagen der Zünder bzw. bei versehentlicher Aktivierung eines der Zünder.

### Die einzelnen Tests der Hardtack-II-Serie
| Bombe      | Datum / Uhrzeit (GMT)         | Ort      | Sprengkraft |
| ---------- | ----------------------------- | -------- | ----------- |
| Otero      | 12. September 1958, 20:00 Uhr | Area 3q  | 0,038 kT    |
| Bernalillo | 17. September 1958, 19:30 Uhr | Area 3h  | 0,015 kT    |
| Eddy       | 19. September 1958, 14:00 Uhr | Area 7b  | 0,083 kT    |
| Luna       | 21. September 1958, 19:00 Uhr | Area 3m  | 0,0015 kT   |
| Mercury    | 23. September 1958, 22:00 Uhr | Area 12f |             |
| Valencia   | 26. September 1958, 20:00 Uhr | Area 3r  | 0,002 kT    |
| Mars       | 28. September 1958, 00:00 Uhr | Area 12f | 0,002 kT    |
| Mora       | 29. September 1958, 14:05 Uhr | Area 7b  | 2 kT        |
| Hidalgo    | 5. Oktober 1958, 14:10 Uhr    | Area 7b  | 0,077 kT    |
| Colfax     | 5. Oktober 1958, 16:15 Uhr    | Area 3k  | 0,0055 kT   |
| Tamalpais  | 8. Oktober 1958, 22:00 Uhr    | Area 12b | 0,072 kT    |
| Quay       | 10. Oktober 1958, 14:30 Uhr   | Area 7c  | 0,079 kT    |
| Lea        | 13. Oktober 1958, 13:20 Uhr   | Area 7b  | 1,4 kT      |
| Neptune    | 14. Oktober 1958, 18:00 Uhr   | Area 12c | 0,115 kT    |
| Hamilton   | 15. Oktober 1958, 16:00 Uhr   | Area 5   | 0,0012 kT   |
| Logan      | 16. Oktober 1958, 06:00 Uhr   | Area 12e | 5 kT        |
| Dona Ana   | 16. Oktober 1958, 14:20 Uhr   | Area 7b  | 0,037 kT    |
| Vesta      | 17. Oktober 1958, 23:00 Uhr   | Area 9e  | 0,024 kT    |
| Rio Arriba | 18. Oktober 1958, 14:25 Uhr   | Area 3s  | 0,090 kT    |
| San Juan   | 20. Oktober 1958, 14:30 Uhr   | Area 3p  | 0 kT        |
| Socorro    | 22. Oktober 1958, 13:30 Uhr   | Area 7b  | 6 kT        |
| Wrangell   | 22. Oktober 1958, 16:50 Uhr   | Area 5   | 0,115 kT    |
| Oberon     | 22. Oktober 1958, 20:30 Uhr   | Area 8a  | 0 kT        |
| Rushmore   | 22. Oktober 1958, 23:40 Uhr   | Area 9a  | 0,188 kT    |
| Catron     | 24. Oktober 1958, 15:00 Uhr   | Area 3t  | 0,021 kT    |
| Juno       | 24. Oktober 1958, 16:01 Uhr   | Area 9f  | 0,0017 kT   |
| Ceres      | 26. Oktober 1958, 04:00 Uhr   | Area 8b  | 0,0007 kT   |
| Sanford    | 26. Oktober 1958, 10:20 Uhr   | Area 5   | 4,9 kT      |
| De Baca    | 26. Oktober 1958, 16:00 Uhr   | Area 7b  | 2,2 kT      |
| Chavez     | 27. Oktober 1958, 14:30 Uhr   | Area 3u  | 0,0006 kT   |
| Evans      | 29. Oktober 1958, 00:00 Uhr   | Area 12b | 0,055 kT    |
| Mazama     | 29. Oktober 1958, 11:20 Uhr   | Area 9   | 0 kT        |
| Humbodt    | 29. Oktober 1958, 14:45 Uhr   | Area 3v  | 0,0078 kT   |
| Santa Fe   | 30. Oktober 1958, 03:00 Uhr   | Area 7b  | 1,3 kT      |
| Ganymede   | 30. Oktober 1958, 11:00 Uhr   | Area 9g  | 0 kT        |
| Blanca     | 30. Oktober 1958, 15:00 Uhr   | Area 12e | 22 kT       |
| Titania    | 30. Oktober 1958, 20:34 Uhr   | Area 8c  | 0,0002 kT   |

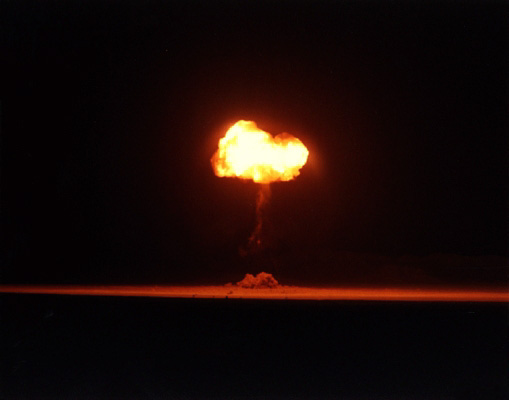
Atompilz von Hardtack Socorro auf der Nevada Test Site.